# Plestiodon colimensis
Espèce
Synonymes
- Eumeces colimensis Taylor, 1935

Statut de conservation UICN

 DD  : Données insuffisantes
Plestiodon colimensis est une espèce de sauriens de la famille des Scincidae.

## Répartition
Cette espèce est endémique du Colima au Mexique.

## Description
L'holotype de Plestiodon colimensis, une femelle adulte, mesure 134 mm dont 65 mm pour la queue.

## Étymologie
Son nom d'espèce, composé de colim[a] et du suffixe latin -ensis, « qui vit dans, qui habite », lui a été donné en référence au lieu de sa découverte, l'État de Colima.

## Publication originale
- Taylor, 1935 : A new skink from Mexico. Zoological Series of Field Museum of Natural History, vol. 20, no 10, p. 77-80 (texte intégral).